# Hawk (G.I. Joe)
Hawk es un personaje ficticio de la franquicia de medios G.I. Joe: A Real American Hero. Es uno de los miembros originales del Equipo G.I. Joe y debutó en 1982 como comandante de misiles, pero luego fue ascendido a comandante completo del equipo. Hawk es interpretado por Dennis Quaid en la película de acción en vivo de 2009 G.I. Joe: The Rise of Cobra.

## Perfil
El verdadero nombre de Hawk es Clayton M. Abernathy, y nació en Denver, Colorado. Proviene de una familia acomodada, cuya influencia le permitió enrolarse en West Point. Se graduó como el mejor de su clase. También se graduó de la Escuela de Entrenamiento de Infantería Avanzada y Operaciones Encubiertas, y sirvió en el Comando de Rango del Atlántico Norte ficticio y en el Entrenamiento de Radar de Misiles EVR y ENG COM de EE. UU. Hawk es un experto calificado en el uso del rifle M16 y la pistola automática M-1911A1.
Hawk es el comandante de campo original del Equipo G.I. Joe. Su principal especialidad militar son las operaciones de comando estratégico y sus especialidades militares secundarias son guardabosques, artillería, inteligencia y radar. Su rango original era el de coronel. Más tarde fue ascendido a general de brigada y luego a general de división. Como coronel, Hawk sirvió bajo el mando del General Lawrence Flagg y fue responsable de reclutar a la mayoría de los primeros miembros del equipo. Después de que el General Flagg muriera en acción y su sucesor, el General Austin, se retirara del servicio activo, Hawk asumió el mando total del equipo G.I. Joe.
A medida que el conflicto entre G.I. Joe y Cobra se hizo conocido en los Estados Unidos y en el extranjero, Hawk fue la cara pública del equipo G.I. Joe. También jugó un papel decisivo en la reincorporación del equipo G.I. Joe después de que se disolviera temporalmente. Esto se debió a su participación en "Los malabaristas", un grupo ultrasecreto de generales que interfería con frecuencia en las operaciones del equipo. Hawk pudo socavar la corrupción desde adentro al vigilarlos y los chantajeó para que reincorporaran inmediatamente al equipo, una vez que se presentó evidencia de que Cobra estaba operando nuevamente en suelo nacional. Sin embargo, decide asumir un papel más asesor como comandante en jefe, dejando que las tareas de mando de campo recaigan en Duke.

## Juguetes
Hawk fue parte de la primera ola de figuras de acción que se lanzaron en 1982, empaquetadas con el juego Mobile Missile System. A pesar de que tenía el rango de coronel y su ficha de archivo tiene declaraciones halagadoras sobre sus habilidades de liderazgo, la descripción de su trabajo era "Comandante de misiles", aunque en la serie de Marvel Comics G.I. Joe fue el comandante de campo del equipo G.I. Joe. Todas las dieciséis figuras originales de 1982 se lanzaron con "brazos rectos". La misma figura fue relanzada en 1983 con un "agarre de batalla de brazo giratorio", lo que facilitó a las figuras sostener sus rifles y accesorios.
En 1986, Hasbro lanzó una nueva figura de acción de Hawk que tenía el rango de general de brigada. Simultáneamente, se convirtió en comandante general tanto en los cómics como en la caricatura Sunbow tras la muerte del General Flagg. En 1991 se lanzó una nueva figura de acción, con el nombre cambiado de "Hawk" a "General Hawk". General Hawk también fue lanzado en 1991 como parte de la línea "Talking Battle Commanders". En 1993, se lanzaron dos nuevas versiones de General Hawk como parte de la línea Star Brigade.
Cuando Hasbro revivió la línea G.I. Joe: A Real American Hero en 2000, no pudieron renovar su reclamo de marca registrada con el nombre "Hawk" y ya no pudieron lanzar el personaje con ese nombre adjunto. Por lo tanto, fue liberado como "General Tomahawk", con el rango de general de división. His name was changed again in 2004 to "General Abernathy", Su nombre fue cambiado nuevamente en 2004 a "General Abernathy", y luego a "G.I. Joe Hawk" en 2008.
En 2009, coincidiendo con el lanzamiento de la película G.I. Joe: The Rise of Cobra, Hasbro lanzó tres figuras basadas en el personaje de la película, con el nombre de General Clayton "Hawk" Abernathy. El primero se lanzó con el cuartel general de Pit Mobile, el segundo como una figura independiente, y el tercero como una exclusiva de Wal-Mart con el arma de artillería láser. También se lanzó una versión de Hawk como parte de la línea "The Pursuit of Cobra" en 2011, con una cabeza que no es de actor.

## Comics

### Marvel Comics
Hawk aparece por primera vez en la serie de Marvel Comics G.I. Joe: A Real American Hero #1. Se desempeña como coronel y comandante de campo del equipo G.I. Joe bajo el mando del General Lawrence Flagg. Se muestra que antes de la creación de G.I. Joe, Hawk era un teniente coronel al mando de las fuerzas de seguridad y era responsable de reclutar a muchos de los miembros originales del equipo, incluidos Stalker y Snake Eyes. Hawk se gana rápidamente el respeto de sus soldados y participa en varias de las primeras misiones. En una misión, él y Grunt van de incógnito para infiltrarse en una milicia ilegal dirigida por un hombre llamado Vance Wingfield. Durante una batalla en las calles de Washington D. C., Hawk recibe un disparo a quemarropa en la espalda por el Comandante Cobra, pero se recupera gracias a un chaleco antibalas.
Después de la muerte del general Flagg, Hawk asume el mando del equipo G.I. Joe, pero el general Austin aún lo aconseja. Las operaciones en El Pozo lo mantienen ocupado, por lo que Hawk relega el mando de campo a Duke. Cuando el general Austin más tarde sufre un ataque al corazón, se retira y asciende a Hawk a general de brigada, dándole el mando de toda la operación G.I. Joe. Después de que el equipo G.I. Joe invade la ciudad de Springfield controlada por Cobra y no tiene nada que mostrar, el equipo está en peligro de ser cerrado. Hawk acepta toda la responsabilidad y se reúne con tres oficiales militares de alto rango en lo profundo del Pozo, que de otro modo estaría vacío, cuando las instalaciones son atacadas por los Battle Android Troopers de Cobra. Dos de los generales mueren, pero el superviviente, el general Hollingsworth, reactiva el equipo y vuelve a poner a Hawk al mando.
Hawk lidera al equipo a través de la primera guerra civil Cobra, que tiene lugar en la isla Cobra. Durante el conflicto, está involucrado en una pelea a puñetazos con el Dreadnok Buzzer encima de la Thunder Machine. Al regresar de esta misión, el General Hawk y el General Hollingsworth son arrestados, alegando que los Joe actuaron sin autorización. Roadblock organiza una misión de rescate, con la ayuda de los Joes que no habían sido arrestados. Destro, que estaba monitoreando la situación, encuentra intolerable la falta de respeto por su enemigo. Aparece en el rescate y neutraliza toda la situación al demostrar la inocencia de Hawk en la televisión en vivo.
En la Batalla de Benzheen, Hawk lleva a casi todo el equipo a la batalla y se enfrenta a la corrupción política cuando la operación termina gracias a un trato que sus "aliados" hacen con el Comandante Cobra. Como resultado, muchos Joes son ejecutados mientras están bajo la custodia de Cobra. Durante una misión en Trans-Carpathia, Hawk casi muere antes de que otros miembros del equipo Joe puedan rescatarlo. Más tarde dirige personalmente misiones en la ciudad de Millville, controlada por Cobra, y luego regresa para luchar contra Cobra en Europa del Este. El último deber de Hawk como comandante de G.I. Joe es presidir la ceremonia de clausura de El Pozo, después de que el equipo G.I. Joe fuera dado de baja por la cancelación de la serie.

### Devil's Due Publishing
Cuando Cobra regresa unos años más tarde en la serie Devils Due, Hawk presiona para que se restablezca el equipo G.I. Joe. Tiene éxito y anuncia públicamente la reincorporación del equipo GI Joe, que es visto por miembros de Cobra. Sin embargo, no vuelve a asumir el mando completo, transfiriendo la responsabilidad de liderazgo a Duke, mientras que asume un papel más de asesor. Esto es para que pueda dedicar tiempo a vigilar a los Malabaristas, una camarilla de generales con una agenda propia. También menciona que varios oficiales más jóvenes lo han apodado "General Tomahawk". Cuando Scarlett y Snake Eyes son hechos prisioneros por Destro, Hawk envía a Kamakura y Spirit para encontrar al hijo del Comandante Cobra, Billy, quien los ayuda a rescatar a Scarlett y Snake Eyes.
Comandante Cobra regresa, acompañado por Storm Shadow, y crea planes para vengarse tanto de Destro como de Hawk. Storm Shadow intenta asesinar a Hawk, pero Snake Eyes lo confronta antes de escapar. Más tarde, Destro es traicionado por el presidente de Sierra Gordo y arrestado por Duke. Destro hace un trato para entregar al Comandante Cobra a cambio de su libertad. Los Joes se enfrentan a Cobra, y Destro es cambiado por el Comandante Cobra, pero durante el conflicto, el Comandante dispara a Hawk por la espalda y, a su vez, es disparado en la espalda por la Baronesa.
Hawk sobrevive pero cae en coma. El General Joseph Colton regresa para reemplazar a Hawk como comandante del equipo. Mientras está en coma, Hawk tiene un sueño en el que finalmente se jubila y se establece con su esposa Carolee, quien en realidad murió hace mucho tiempo. Luego visita al Comandante Cobra en prisión, y los dos discuten antes de que el Comandante Cobra salga de las sombras para revelar la cara de Hawk. Cuando Hawk se despierta, se entera de que tiene una bala no retráctil alojada en la columna vertebral, lo que lo ha dejado paralizado debajo de la cintura. Esta experiencia lo vuelve un poco loco, intensificando su odio por el Comandante Cobra. Sin que Hawk lo supiera, no fue el Comandante Cobra quien le disparó, ya que Zartan había cambiado de lugar con el Comandante poco antes del incidente.
La organización Red Shadows finalmente da un paso adelante, apuntando a miembros de G.I. Joe y Cobra. Hawk es el objetivo, pero Scarlett, Snake Eyes y Kamakura lo rescatan de Red Shadows. El asesino de Red Shadows, Dela Eden, intenta matar a Flint, pero es detenido por Lady Jaye, quien luego es apuñalada por Dela y muere. Dela es capturada por Scarlett, quien forma un plan con Flint y Hawk para investigar la organización Red Shadows. Pero los Red Shadows rescatan a Dela, y cuando G.I. Joe los confronta en Nueva York, el líder de los Red Shadows, Wilder Vaughn, escapa. Luego, G.I. Joe es desactivado por orden del presidente, dado que Cobra como organización se ha fracturado, aunque el Comandante Cobra sigue prófugo.

#### America's Elite
En la serie G.I. Joe: America's Elite, Hawk se somete a fisioterapia y rara vez se lo ve. El general Joseph Colton vuelve a asumir el mando del equipo G.I. Joe, a petición del presidente. Hawk todavía está obsesionado con la captura de Cobra Commander, a quien no se había visto desde la derrota de Cobra un año antes, y envía al rastreador Spirit en una misión clasificada para buscar al Comandante Cobra en el mundo. Spirit logra localizar al Comandante Cobra, pero es capturado. Más tarde, Spirit es encontrado y rescatado, y revela sus hallazgos a Hawk y al resto del equipo. El general Colton convence a Hawk para que regrese al equipo como asesor. Él es un miembro del equipo, cuando la Guardia Fénix se infiltra en The Rock y logra capturar a varios Joes, incluido Hawk. Los Joes restantes luchan contra el ataque y finalmente descubren las verdaderas identidades de los miembros de la Guardia Fénix.
Hawk se ve obligado a retirarse de la sede de G.I. Joe durante los acontecimientos de la Tercera Guerra Mundial. Con la ayuda de Destro y la Baronesa, G.I. Joe puede recuperar muchas de las áreas controladas por Cobra. El Comandante Cobra y The Plague se retiran a una base secreta en los Montes Apalaches, donde tiene lugar la batalla final. El general Colton recibe un disparo en la espalda de Cobra Commander, pero sobrevive. La batalla termina cuando Hawk, usando un Velocity jet pack, ataca al Comandante Cobra y lo noquea con un puñetazo en la cara. Posteriormente, el presidente les pide a Hawk y Colton que continúen liderando el equipo GI Joe, ya que está completamente reactivado. Comandante Cobra está encerrado en una prisión submarina especial, donde Hawk luego visita al Comandante Cobra y los dos intercambian palabras. Comandante Cobra le dice a Hawk que cuando la guerra vuelva a estallar, Hawk tendrá que agradecérselo. Hawk responde: "Tal vez, comandante. Pero comprenda esto: pase lo que pase... no participará en nada".
Hasbro anunció más tarde que todas las historias publicadas por Devil's Due Publishing ya no se consideran canónicas y ahora se consideran una continuidad alternativa.

### Continuidades alternativas

#### G.I. Joe vs. los Transformers: Marvel
En la serie de continuidad alternativa original, los Joe entran en conflicto con los Transformers y Cobra por una central eléctrica móvil que podría aumentar las reservas de energía para cualquiera que tome el control. Durante el conflicto, Hawk entabla una breve relación romántica con una senadora estadounidense. Esto termina mal cuando el político, deshonrado por el escándalo, es asesinado.

#### G.I. Joe vs. los Transformers: Devil's Due
Esta serie publicada por Devil's Due, está compuesta por cuatro miniseries que narran un nuevo origen para el equipo G.I. Joe. Hawk es el comandante de un grupo de soldados del ejército de EE. UU., incluidos Stalker y Snake Eyes. Asignados para proteger una conferencia de paz en Washington D. C., se encuentran bajo el ataque de fuerzas desconocidas que utilizan equipos militares de alta tecnología. Parte de este equipo se transforma en robots de alta tecnología.
Después del ataque, Hawk se convierte en el líder de G.I. Joe, una unidad especial reunida con el propósito de acabar con esta organización terrorista, identificándose como Cobra. GI Joe descubre la verdad sobre Cobra tanto de Mercer, un desertor de Cobra, como de Wheeljack y Bumblebee, dos robots alienígenas que evitaron ser encontrados cuando Cobra descubrió su nave. Con la ayuda de una señal encriptada enviada por Optimus Prime, los Joes descubren la ubicación de la isla base oculta de Cobra. Mientras los Joe se preparan para un asalto a la isla, Hawk recibe órdenes de someter a los dos robots alienígenas que se habían aliado con ellos y llevarlos al Área 51 para el estudio, mientras que la base Cobra está bombardeada. Cuando Wheeljack advierte a Hawk sobre la reacción catastrófica de una explosión nuclear con el Energon Cobra que se estaba almacenando, Hawk desafía sus órdenes y continúa con su plan de invasión original.
En el volumen 3, G.I. Joe vs. the Transformers: Art of War, Hawk es el comandante del equipo destinado a proteger una base militar secreta en el Área 51. Está trabajando con los Autobots para eliminar el resto de la tecnología Cybertroniana de la Tierra, pero más tarde descubre que las Fuerzas Armadas de EE. UU. estaban secretamente creando bioingeniería para un Súper Soldado, una Serpiente O a partir de los restos de Megatron (el líder Decepticon caído) y la composición genética de los líderes militares más importantes de la historia. Hawk es parte del equipo que va a Cybertron y es capturado por los Decepticons. En la batalla final, Hawk usa la Matrix y se conecta a él.
En el volumen 4, G.I. Joe vs. the Transformers: Black Horizon, Hawk deja el equipo G.I. Joe, tras las denuncias de los hechos ocurridos en el Área 51, que lo tildaban de traidor. Todavía está conectado a Matrix y cada noche lo perturba una pesadilla específica, que muestra un futuro en el que toda la humanidad es destruida. Durante una entrevista, Hawk es convocado por los Autobots, para quienes trabaja en secreto, porque han descubierto una raza antigua en las montañas del Himalaya. Hawk investiga con la ayuda de Flint y Optimus Prime, y allí se encuentran con Bludgeon y Cobra-La. Mientras escapan, Prime es atacado por Bludgeon. Hawk usa su conexión con Matrix y carga energía Energon a Bludgeon, que lo deja inconsciente temporalmente. Descubren que están atrapados, hasta que conocen al General Joseph Colton, que sabe de Hawk. Colton los lleva más adentro, y después de algunas batallas con la Guardia de Honor de Cobra-La, los Joe elaboran un plan para salvar el día. Flint va al espacio con esporas diseñadas para destruir la tecnología, mientras que Colton, Hawk y Optimus Prime rescatan a Firewall y detienen a Cobra-La. Hawk se enfrenta a Golobulus y Optimus Prime lo ayuda. Cuando termina la serie, se vuelve a ver a Hawk con la mujer que una vez dejó, tratando de rehacer su vida.

#### Fun Publications
En el universo espejo creado por Fun Publications, Hawk's es el vicepresidente Clayton "Clay" Abernathy, que se desempeña en la administración del presidente estadounidense Joseph Colton. En la historia Eye in the Sky, Clay asesora al presidente durante la pérdida de un satélite de defensa orbital ante los malvados Decepticons, y su eventual destrucción gracias a los esfuerzos de los heroicos Autobots.
Una versión de Hawk también se encuentra entre los miembros de The Convoy, un grupo de líderes de varias realidades unidos por Transtech, para hacer frente a diversas amenazas. Otra versión tiene su personalidad copiada en el robot Serpent OR, una versión Transformer de Serpentor.

## Serie animada

### Sunbow
En la caricatura de Sunbow G.I. Joe, el general Hawk tiene la voz de Ed Gilbert. Su primera aparición es en el estreno de la segunda temporada "Levántate, Serpentor, ¡Levántate!", en el que es contratado para liderar el equipo de G.I. Joe. Su primera tarea es tener al Sgt. Slaughter quien vuelve a entrenar al equipo Joe, después de una humillante batalla contra las fuerzas Cobra. Cuando Serpentor invade Washington D. C., el General Hawk se disfraza de presidente para dirigir un ataque sorpresa contra Cobra. No había ninguna explicación en pantalla sobre cuándo Hawk se convirtió en el líder. Sin embargo, según Buzz Dixon en una entrevista para G.I. Joe: Anuario # 2, Hawk "nunca se había visto antes porque estaba en Washington con el Estado Mayor Conjunto". En "Not A Ghost Of A Chance", se reveló además que Hawk también fue el fundador del equipo G.I. Joe. El personaje había aparecido en los primeros comerciales animados de los cómics y juguetes con su diseño original de cabello rubio, pero en la serie animada real se lo representaba con cabello negro.

#### G.I. Joe: The Movie
Hawk también apareció brevemente en la película animada de 1987 G.I. Joe: The Movie. Después de que Serpentor es liberado por los Dreadnoks, el General Hawk regaña al Teniente Falcon por abandonar su puesto, lo que llevó a Serpentor a escapar y a los nuevos aliados de los Dreadnoks hiriendo a Gung-Ho, Alpine y Bazooka en el proceso. El general Hawk termina recluyendo al teniente Falcon en un cuartel hasta la corte marcial, y ordena a Low-Light y Scarlett para sacar a Falcon de su vista. En la corte marcial, el general Hawk presenta los cargos contra el teniente Falcon, que involucraron los incidentes relacionados con la fuga de Serpentor y no estar presente con los otros Rawhides en el ejercicio de entrenamiento de Beach-Head. Duke le ruega al general Hawk que no inflija un duro castigo al teniente Falcon. Al discutir esto con los otros cuatro generales, el General Hawk decide reasignar al Teniente Falcon al Matadero. Después de que Duke resulta herido mientras protege al teniente Falcon del ataque de Serpentor, el general Hawk consuela al teniente Falcon y le ordena a él y a los otros Rawhides que se queden atrás, mientras que el resto de los Joe atacan a Cobra-La.

### Serie DiC
En la serie de DIC Entertainment G.I. Joe, el General Hawk (repetido por Ed Gilbert en la primera temporada, con la voz de David Kaye en la segunda temporada) continúa liderando a G.I. Joe en su lucha contra Cobra. En la primera temporada, se lo ve vistiendo su traje de vuelo y usando su mochila propulsora para coincidir con el lanzamiento de su nueva figura. En la segunda temporada, Hawk apareció con más frecuencia y vestía el mismo uniforme que su figura de Talking Battle Commanders.

### Sgt. Savage y sus Screaming Eagles
Hawk aparece en el episodio piloto de Sgt. Savage and his Screaming Eagles, titulado "Old Heroes Never Die", donde David Kaye le da voz. Hawk, junto con Doc y Lady Jaye, descubren al sargento. Savage, quien fue congelado vivo durante la Segunda Guerra Mundial, y lo dejan a cargo de un grupo de sargentos talentosos pero irresponsables que enfrentan una corte marcial. Savage rápidamente los pone en forma.

### Valor vs. Venom
Hawk apareció en la película animada CGI directa a video G.I. Joe: Valor vs. Venom, con la voz de Phil Hayes. En esta continuidad, Hawk fue secuestrado por Cobra y mutado en Venomous Maximus, quien colabora con Overkill para envenenar a la población humana. Los Joes devuelven a Hawk a su antiguo yo con un antídoto al final de la película.

### Sigma 6
En G.I. Joe: Sigma 6, Hawk todavía se está recuperando de los eventos de G.I. Joe: Valor vs. Venom, y sirve como mentor de Duke. Se revela que Hawk tiene un hijo adolescente llamado Scott, que es un experto en computadoras. Hawk también teme que Cobra se vuelva demasiado fuerte solo para los Joe y encarga al teniente Stone que cree una nueva base secundaria y varios vehículos nuevos, que se revelan en la apertura de la temporada 2. No se vuelve a ver a Hawk después de la temporada 1.

### Renegades
El General Abernathy aparece en G.I. Joe: Renegades, con la voz de Lee Majors. En esta serie, el general Abernathy es representado como un hombre calvo con un parche en el ojo. El general Abernathy es un general de pleno derecho del ejército de los EE. UU., que no confía en Industrias Cobra. Cuando recibe una llamada de Scarlett sobre lo que aprendió, el general Abernathy le dice que su equipo fue noticia principal. Cuando Duke afirma que fueron tendidos en una trampa, el general Abernathy les dice que se entreguen porque, a menos que tengan pruebas de su inocencia, no puede ayudarlos. Cuando el general Abernathy le pregunta a Baronesa si necesita ayuda para poner en cuarentena a la ciudad cercana, Baronesa dice que los militares ya han hecho suficiente. El general Abernathy luego nombra a Flint para liderar un equipo de oficiales militares para traer al equipo de Duke. En "Revelations" Pt. 2, el general Abernathy está con los Falcons, cuando los Joe y el profesor Patrick O'Hara se entregan, con la prueba que el General Abernathy quería. El general Abernathy luego planea un informe, mientras le muestra al grupo que Breaker está trabajando oficialmente para ambos.

## Película de acción real

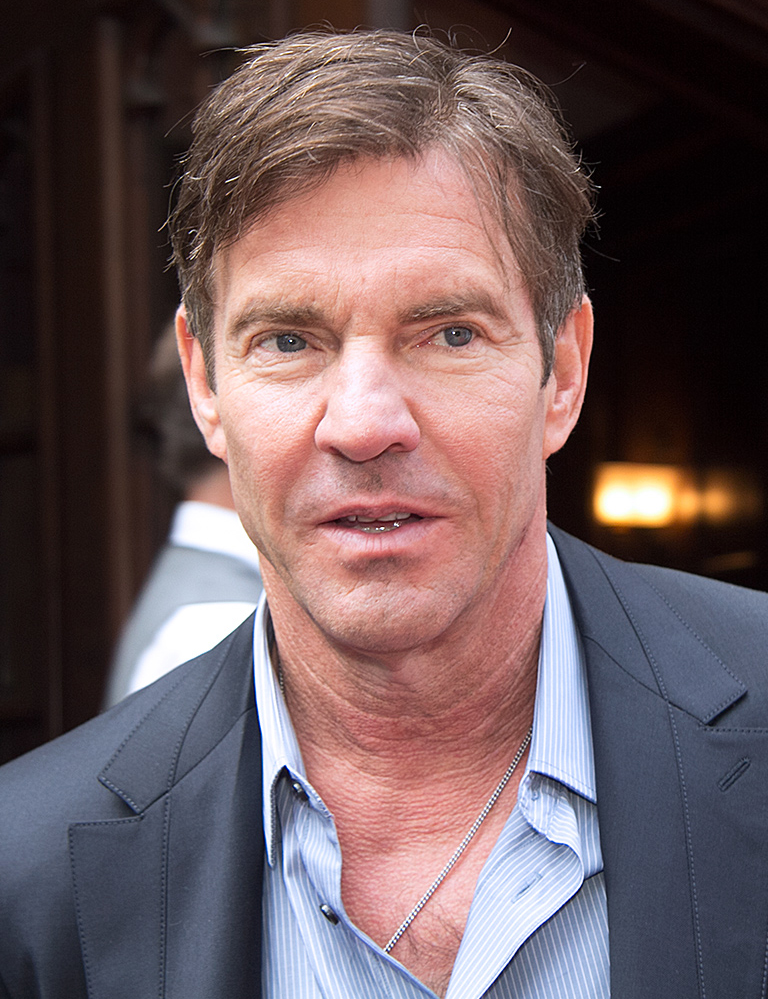
Dennis Quaid en el Toronto International Film Festival en 2012.

Dennis Quaid interpreta a Hawk en la película de acción en vivo de 2009 G.I. Joe: The Rise of Cobra. En la película, se pide a las tropas de la OTAN dirigidas por los soldados estadounidenses Duke y Ripcord que entreguen cuatro ojivas, que son capaces de destruir cualquier cosa, desde tanques hasta ciudades, con nanomitas diseñadas para devorar metal y otros materiales. Su convoy es emboscado por la Baronesa, a quien Duke reconoce como su ex prometida Ana Lewis. Duke y Ripcord son rescatados por Scarlett, Snake Eyes, Breaker y Heavy Duty, quienes llevan las ojivas a The Pit, el centro de mando de G.I. Joe en Egipto, y encuentro con Hawk, el jefe del equipo G.I. Joe. Hawk toma el mando de las ojivas y disculpa a Duke y Ripcord, solo para convencerse de que los deje unirse a su equipo, después de que Duke revela que conoce a la Baronesa.
Más tarde, Hawk es herido por Storm Shadow y tiene que usar una silla de ruedas durante algún tiempo. Al final de la película, se ha curado de sus heridas y camina sin ayuda. Cover Girl fue su ayudante de campo, hasta que fue asesinada por Zartan.

## Videojuegos
Hawk aparece en el videojuego de consola de 1991, G.I. Joe, lanzado para Nintendo Entertainment System (NES). Su apariencia se basa en la edición de 1991 de su figura de acción. Inicialmente se desempeña como oficial al mando del jugador, pero se vuelve jugable para la misión final del juego. Hawk también aparece como un personaje jugable en el seguimiento de 1992, G.I. Joe: The Atlantis Factor, también lanzado para NES. A diferencia del primer juego de NES, Hawk actúa como el personaje jugable predeterminado en la secuela, ya que busca a los otros miembros del Equipo Joe a lo largo del juego.
El General Hawk aparece como un personaje secundario no jugable en el videojuego G.I. Joe: The Rise of Cobra, con la voz de Josh Robert Thompson.

## Otras obras
Hawk se analiza brevemente en la novela de no ficción 'Paradise Of Bombs'.
La figura de Hawk se menciona durante un breve período en la novela de no ficción 6 Sick Hipsters. En la historia, el personaje Paul Achting pasó cuatro años recolectando figuras de G.I. Joe para crear una escena de batalla entre Joes y Cobra. Mientras imaginaba a los personajes en su cabeza, describió a cuatro de los Joes en el frente de batalla: Hawk, Leatherneck, Wet Suit y Sci-Fi "parados en procesión, con las armas levantadas, la adrenalina bombeando febrilmente. Ansiosos por otra victoria sobre la temida Cobra". Describió cómo Hawk, "el comandante de campo original, ahora era un general. Esta batalla sería la que definiría su carrera militar. La que  [sic] lo hace o lo deshace".